# テルアビブ・セントラル・バスステーション

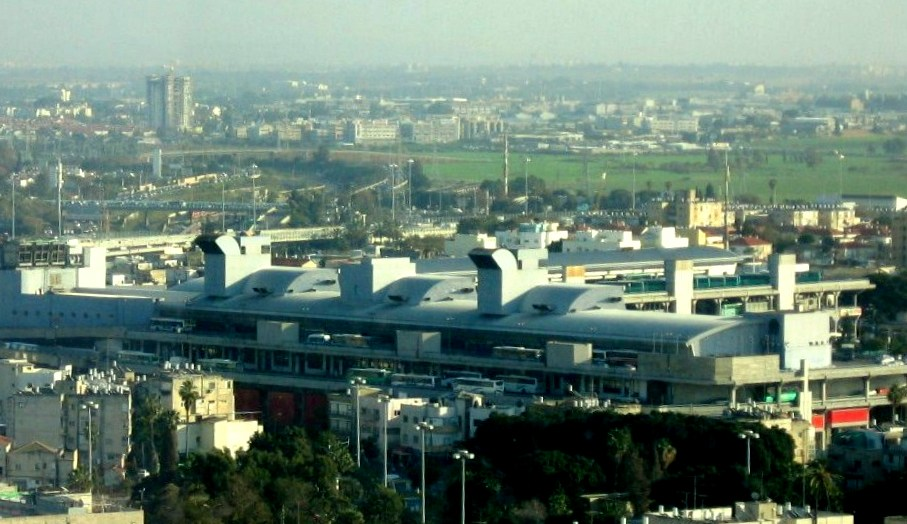
外観

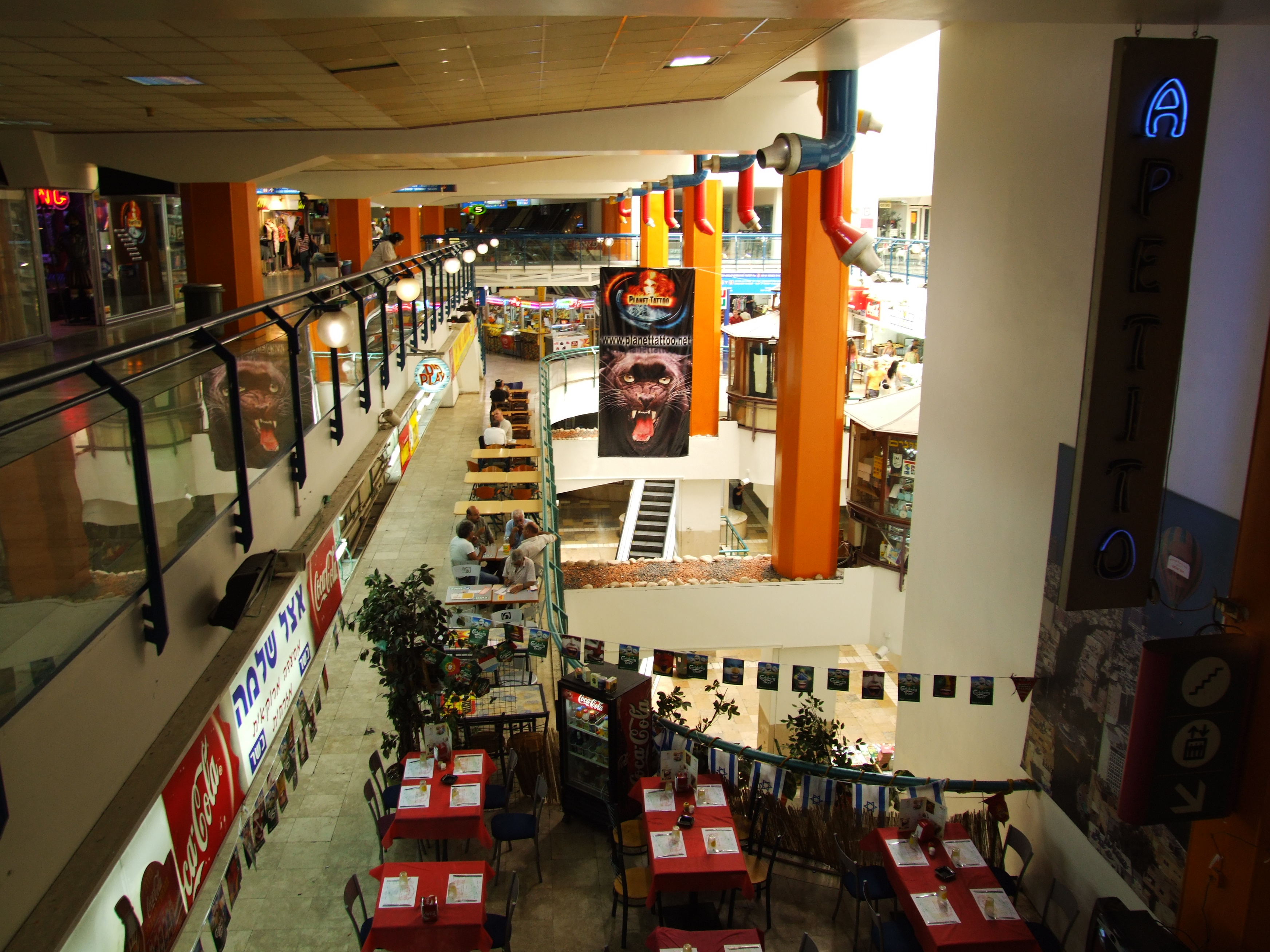
6階モール部分からの景色

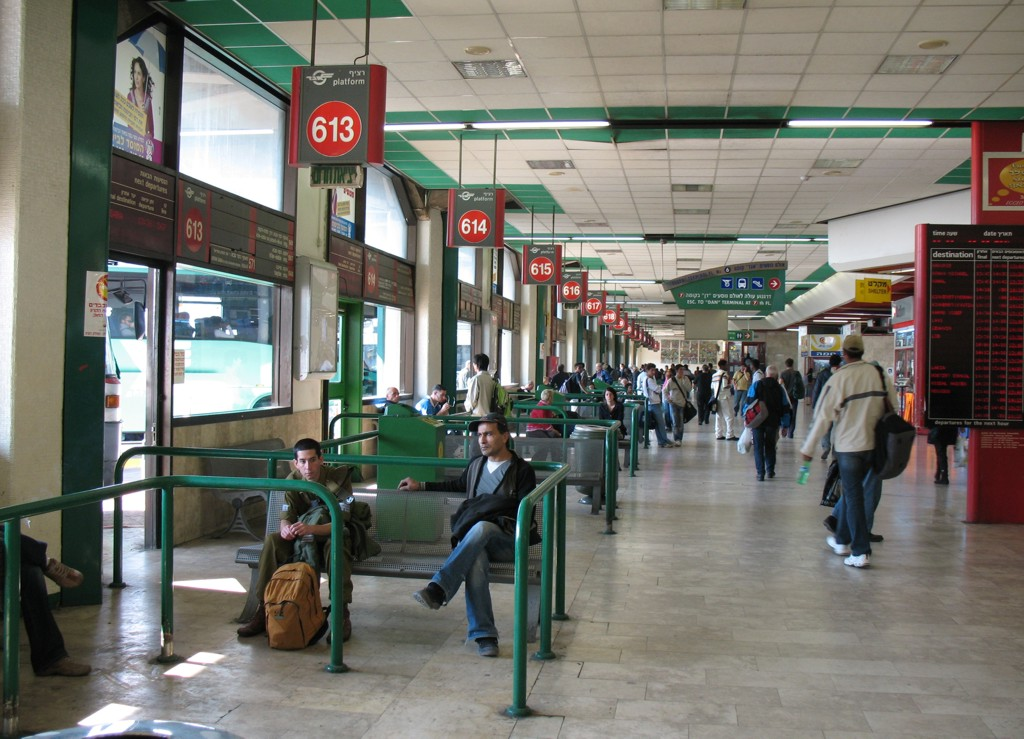
6階出発ホールプラットホーム

テルアビブ・セントラル・バスステーションは、イスラエルのテルアビブにある主要なバスステーションである（1993年8月18日供用開始）。テルアビブ（新）セントラル・バスターミナルともいう。同市の南部に位置する。

## 概要
この駅には、エゲッドバス社、コネックス社、スーパーバス社（en:Superbus (company)）、メトロポライン社（en:Metropoline）の都市間（インターシティーバス）路線が乗り入れるほか、ダン社（en:Dan Bus Company）、カヴィム社の市内・郊外線も乗り入れている。
この駅は、世界でもっとも大きいバスステーションである。建物面積で230,000m²、敷地面積で44,000m²である。1967年12月14日に建設が始まったものの、建設業者の経済上の問題から建設途上で中断してしまった。約20年間の建設の中断の後の再開を経て1993年8月18日に開業した。なお、最近になって、10階建てのオフィスビルをバスターミナルの上部に建設するという当初の計画に基づいて、この駅を拡張する計画が持ち上がっている。

## 建物
7階に及ぶ利用者向けのショッピングモールがあること（29のエスカレーター、13の高速エレベーターを有する）、また1,000以上の店舗・レストランがあることが特徴。
全7階の建物のうち、3フロアのみがバスターミナルとして用いられている。メイン・エントランスは、4階の北・東側にある。4階のプラットフォームからは都市内路線の一部が出発し、駅北側の建物外のLevinsky通り上からもローカル路線の一部が発着する。また、乗合タクシーも同階の駅東側の建物外から発着する。
ほとんどの都市間バス路線は、6階の北（メイン）ウィングの出発ホールから出発する。7階部分（増築部分）は、北ウィングはグッシュ・ダン方面の地元路線用、南ウィングはガリラヤ方面の都市間路線用となっている。7階の両ウィングは完全に分離されている。低層部分（1階・2階）は計画では地元路線用の部分であったが、現在は事実上放棄されている。3階と5階は店舗用であり、半数以上が空き店舗となっている。

## その他
このバスステーションは、イスラエル鉄道のテルアビブ・ハハガナ駅（en:Tel Aviv HaHagana Railway Station）の近くに立地するが、両者間は直結していない。
このバスステーションは構造に問題があることで知られている。一部のフロアには辿り着くことが困難な場所があり、地図や建物内の案内が不十分なため、建物内の移動は難しいとされている。このステーションは「よくないデザイン」の同意語となってしまっている。
ステーション内部にはシナゴーグが設置されている。